# پنابیلی
پنابیلی (به ایتالیایی: Pennabilli) یک کومونه در ایتالیا است که در استان ریمینی واقع شده است. پنابیلی ۶۹٫۶ کیلومتر مربع مساحت و ۳٬۰۹۸ نفر جمعیت دارد و ۶۲۹ متر بالاتر از سطح دریا واقع شده است.